# Asociación de Básquetbol Estudiantil
La Asociación de Basquetbol Estudiantil (ABE) —conocida como Liga ABE México es la liga de baloncesto más importante de México a nivel universitario. Es una asociación civil, constituida con arreglo a las leyes mexicanas, conformada por instituciones de educación superior públicas y privadas. Fue fundada en el año 2013, la Asociación presentó la Liga ABE con la finalidad de integrar el basquetbol estudiantil en una sola liga nacional en sus ramas femenil y varonil.
La liga ABE inició con 40 equipos en División I y 70 equipos en la División II, en las cuales compiten actualmente las mejores universidades del país como la UNAM, UDLAP, CEU, UPAEP y los Tecnológicos de Monterrey con sus diversos campus, entre muchas otras instituciones de nivel superior tanto en su rama femenil con en la varonil.  
A pesar de tener poca historia en comparación de otras ligas estudiantiles del país, la Liga ABE se ha establecido como una de las ligas universitarias más importantes de México, gracias a la calidad de sus jugadores y a la infraestructura deportiva que posee.

## Fundación
Fundada en el año 2013, la asociación presentó la liga ABE con la finalidad de integrar el basquetbol estudiantil de la CONADEIP y del CONDDE en una sola liga nacional en sus ramas femenil y varonil. 

## Estructura Deportiva del ABE
La ABE actualmente se divide en dos divisiones en ambas ramas.  En Liga ABE participan estudiantes de su universidad o institución, con lo cual existe una regla de elegibilidad la cual regula el poder jugar los años que se encuentre estudiando en la universidad a la que representa.  

### División I
Es la competencia más fuerte de la liga, en ambas ramas, está compuesta por 17 equipos los cuales juegan a ida y vuelta durante la temporada de invierno y primavera, al final de esta clasifican los ocho mejores a un torneo llamado Ocho Grandes, que se juega en una sede ya definida al inicio de la temporada por los miembros de la asociación y que cada año va cambiando a quien la solicite.
También en la División I existe el descenso en el cual los dos últimos equipos en la tabla general deberán descender. Los finalistas de la final Nacional de División II podrán ascender.

### División II
Está compuesta por los equipos de reciente ingreso a la liga y están distribuidos en cinco zonas geográficas: 
- Conferencia Bajío-Occidente, en donde se encuentran los estados de Jalisco, Querétaro, Michoacán, Aguascalientes y Guanajuato.
- Conferencia Centro-Oriente que en su mayoría son equipos de la Ciudad de México y Puebla, aunque también hay de Veracruz y Estado de México.
- Conferencia Norte que compone equipos de estados como Nuevo León, Coahuila y Chihuahua.
- Conferencia Noroeste.
- Conferencia Sureste.

Al igual que el torneo de los Ocho Grandes en División I, en la División II se juega un torneo llamado Campeonato Nacional, igualmente se juega en una sede ya definida, participan los mejores clasificados de sus respectivas conferencias. Los finalistas tienen el derecho de ascender a División I para la próxima campaña. En esta división no hay descensos y los equipos campeones de Primera Fuerza de la CONADEIP podrán acceder a esta División.

## Equipos

### Femenil 2025-2026
| División I                  | División I                                                  | División I             | División I |
| Equipo                      | Universidad                                                 | Campus                 |            |
| --------------------------- | ----------------------------------------------------------- | ---------------------- | ---------- |
| Águilas UPAEP               | Universidad Popular Autónoma del Estado de Puebla           | Puebla                 |            |
| Aztecas UDLAP               | Universidad de las Américas de Puebla                       | San Andrés Cholula     |            |
| Borregas Tec Aguascalientes | Instituto Tecnológico y de Estudios Superiores de Monterrey | Aguascalientes         |            |
| Borregas Tec CEM            | Instituto Tecnológico y de Estudios Superiores de Monterrey | Estado de México       |            |
| Borregas Tec Guadalajara    | Instituto Tecnológico y de Estudios Superiores de Monterrey | Guadalajara            |            |
| Borregas Tec Hidalgo        | Instituto Tecnológico y de Estudios Superiores de Monterrey | Hidalgo                |            |
| Borregas Tec Monterrey      | Instituto Tecnológico y de Estudios Superiores de Monterrey | Monterrey              |            |
| Borregas Tec Querétaro      | Instituto Tecnológico y de Estudios Superiores de Monterrey | Querétaro              |            |
| Borregas Tec Toluca         | Instituto Tecnológico y de Estudios Superiores de Monterrey | Toluca                 |            |
| Gallas CEU                  | Centro de Estudios Universitarios                           | Monterrey              |            |
| Halconas Inter              | Universidad Interamericana                                  | Puebla                 |            |
| Halconas UVAQ               | Universidad Vasco de Quiroga                                | Morelia                |            |
| Leonas Anáhuac México Norte | Universidad Anáhuac México                                  | CDMX                   |            |
| Tigrillas UANL              | Universidad Autónoma de Nuevo León                          | Monterrey              |            |
| Zorras CETYS                | CETYS Universidad                                           | Tijuana                |            |
| División II                 |                                                             |                        |            |
| Conferencia Bajío-Occidente |                                                             |                        |            |
| Equipo                      | Universidad                                                 | Campus                 |            |
| Abejas UG                   | Universidad de Guanajuato                                   | Guanajuato             |            |
| Águilas TECNM Celaya        | Tecnológico Nacional de México                              | Celaya                 |            |
| Águilas UASLP               | Universidad Autónoma de San Luis Potosí                     | San Luis Potosí        |            |
| Águilas UCA                 | Universidad Cuauhtémoc                                      | Aguascalientes         |            |
| Bulldogs UdeC               | Universidad de Celaya                                       | Celaya                 |            |
| Felinas La Salle Bajío      | Universidad De La Salle Bajío                               | León                   |            |
| Gatas Salvajes UAQ          | Universidad Autónoma de Querétaro                           | Querétaro              |            |
| Leonas Anáhuac Querétaro    | Universidad Anáhuac                                         | Querétaro              |            |
| Linces UVM Querétaro        | Universidad del Valle de México                             | Querétaro              |            |
| Panteras Montrer            | Universidad Montrer                                         | Morelia                |            |
| Panteras UP Guadalajara     | Universidad Panamericana                                    | Guadalajara            |            |
| Tlacuaches ITESO            | Instituto Tecnológico y de Estudios Superiores de Occidente | Guadalajara            |            |
| Conferencia Centro-Oriente  |                                                             |                        |            |
| Equipo                      | Universidad                                                 | Campus                 |            |
| Águilas La Salle            | Universidad La Salle                                        | Ciudad de México       |            |
| Coyotas La Salle Neza       | Universidad La Salle                                        | Ciudad Nezahualcóyotl  |            |
| Gamos UMA                   | Universidad Marista                                         | Ciudad de México       |            |
| Halcones UV                 | Universidad Veracruzana                                     | Xalapa                 |            |
| Jaguares UAMP               | Universidad Americana de Puebla                             | San Andrés Cholula     |            |
| Leonas Anáhuac México Sur   | Universidad Anáhuac                                         | Ciudad de México       |            |
| Leonas Anáhuac Puebla       | Universidad Anáhuac                                         | San Andrés Cholula     |            |
| Leonas Anáhuac Xalapa       | Universidad Anáhuac                                         | Xalapa                 |            |
| Linces UVM Centro           | Universidad del Valle de México                             | Ciudad de México       |            |
| Linces UVM Lomas Verdes     | Universidad del Valle de México                             | Lomas Verdes           |            |
| Lobas BUAP                  | Benemérita Universidad Autónoma de Puebla                   | Puebla                 |            |
| Lobas IBERO CDMX            | Universidad Iberoamericana                                  | Ciudad de México       |            |
| Potras UAEM                 | Universidad Autónoma del Estado de México                   | Toluca                 |            |
| Pumas UNAM                  | Universidad Nacional Autónoma de México                     | Ciudad Universitaria   |            |
| Tigresas Blancas UMAD       | Universidad Madero                                          | San Andrés Cholula     |            |
| Conferencia Norte           |                                                             |                        |            |
| Equipo                      | Universidad                                                 | Campus                 |            |
| Águilas TECNM Fresnillo     | Tecnológico Nacional de México                              | Fresnillo              |            |
| Águilas UACH                | Universidad Autónoma de Chihuahua                           | Chihuahua              |            |
| Borregas Tec Chihuahua      | Instituto Tecnológico y de Estudios Superiores de Monterrey | Chihuahua              |            |
| Borregas Tec Laguna         | Instituto Tecnológico y de Estudios Superiores de Monterrey | Torreón                |            |
| Indias UACJ                 | Universidad Autónoma de Ciudad Juárez                       | Ciudad Juárez          |            |
| Lobas IBERO Torreón         | Universidad Iberoamericana Torreón                          | Torreón                |            |
| Lobas UAdeC                 | Universidad Autónoma de Coahuila                            | Saltillo               |            |
| Troyanas UDEM               | Universidad de Monterrey                                    | San Pedro Garza García |            |
| Tuzas UAZ                   | Universidad Autónoma de Zacatecas                           | Zacatecas              |            |

### Varonil 2025-2026
| División I                     | División I                                                  | División I             | División I |
| Equipo                         | Universidad                                                 | Campus                 |            |
| ------------------------------ | ----------------------------------------------------------- | ---------------------- | ---------- |
| Águilas UACH                   | Universidad Autónoma de Chihuahua                           | Chihuahua              |            |
| Águilas UPAEP                  | Universidad Popular Autónoma del Estado de Puebla           | Puebla                 |            |
| Aztecas UDLAP                  | Universidad de las Américas de Puebla                       | Puebla                 |            |
| Borregos Tec Guadalajara       | Instituto Tecnológico y de Estudios Superiores de Monterrey | Guadalajara            |            |
| Borregos Tec Hidalgo           | Instituto Tecnológico y de Estudios Superiores de Monterrey | Hidalgo                |            |
| Borregos Tec Monterrey         | Instituto Tecnológico y de Estudios Superiores de Monterrey | Monterrey              |            |
| Borregos Tec Puebla            | Instituto Tecnológico y de Estudios Superiores de Monterrey | Puebla                 |            |
| Borregos Tec Santa Fe          | Instituto Tecnológico y de Estudios Superiores de Monterrey | Santa Fe               |            |
| Borregos Tec Toluca            | Instituto Tecnológico y de Estudios Superiores de Monterrey | Toluca                 |            |
| Gallos CEU                     | Centro de Estudios Universitarios                           | Monterrey              |            |
| Halcones Inter                 | Universidad Interamericana                                  | Puebla                 |            |
| Leones Anáhuac Querétaro       | Universidad Anáhuac                                         | Querétaro              |            |
| Leones Anáhuac Xalapa          | Universidad Anáhuac                                         | Xalapa                 |            |
| Panteras Montrer               | Universidad Montrer                                         | Morelia                |            |
| Panteras UP México             | Universidad Panamericana                                    | Ciudad de México       |            |
| Tigres UANL                    | Universidad Autónoma de Nuevo León                          | Monterrey              |            |
| Tigres Blancos UMAD            | Universidad Madero                                          | Puebla                 |            |
| Zorros CETYS                   | CETYS Universidad                                           | Mexicali               |            |
| División II                    |                                                             |                        |            |
| Conferencia Bajío Occidente    |                                                             |                        |            |
| Equipo                         | Universidad                                                 | Campus                 |            |
| Abejas UG                      | Universidad de Guanajuato                                   | Guanajuato             |            |
| Águilas TECNM Aguascalientes   | Tecnológico Nacional de México                              | Aguascalientes         |            |
| Águilas TECNM Celaya           | Tecnológico Nacional de México                              | Celaya                 |            |
| Águilas TECNM Jiquilpan        | Tecnológico Nacional de México                              | Jiquilpan              |            |
| Águilas UASLP                  | Universidad Autónoma de San Luis Potosí                     | San Luis Potosí        |            |
| Águilas UCA                    | Universidad Cuauhtémoc                                      | Aguascalientes         |            |
| Águilas UCG                    | Universidad Cuauhtémoc                                      | Guadalajara            |            |
| Borregos Tec León              | Instituto Tecnológico y de Estudios Superiores de Monterrey | León                   |            |
| Borregos Tec Querétaro         | Instituto Tecnológico y de Estudios Superiores de Monterrey | Querétaro              |            |
| Bulldogs UdeC                  | Universidad de Celaya                                       | Celaya                 |            |
| Felinos La Salle Bajío         | Universidad De La Salle Bajío                               | León                   |            |
| Gallos UAA                     | Universidad Autónoma de Aguascalientes                      | Aguascalientes         |            |
| Gatos Salvajes UAQ             | Universidad Autónoma de Querétaro                           | Querétaro              |            |
| Halcones UVAQ                  | Universidad Vasco de Quiroga                                | Morelia                |            |
| Linces UVM Querétaro           | Universidad del Valle de México                             | Querétaro              |            |
| Linces UVM Zapopan             | Universidad del Valle de México                             | Zapopan                |            |
| Panteras UP Aguascalientes     | Universidad Panamericana                                    | Aguascalientes         |            |
| Panteras UP Guadalajara        | Universidad Panamericana                                    | Guadalajara            |            |
| Potros UNLA                    | Universidad Latina de América                               | Morelia                |            |
| Tlacuaches ITESO               | Instituto Tecnológico y de Estudios Superiores de Occidente | Guadalajara            |            |
| Conferencia Centro-Oriente     |                                                             |                        |            |
| Equipo                         | Universidad                                                 | Campus                 |            |
| Águilas La Salle               | Universidad La Salle                                        | Ciudad de México       |            |
| Cacomixtles UPAV Teziutlán     | Universidad Popular Autónoma de Veracruz                    | Teziutlán              |            |
| Coyotes La Salle Neza          | Universidad La Salle                                        | Ciudad Nezahualcóyotl  |            |
| Gamos UMA                      | Universidad Marista                                         | Ciudad de México       |            |
| Guerreros UC Puebla            | Universidad Cuauhtémoc                                      | Puebla                 |            |
| Jaguares UAMP                  | Universidad Americana de Puebla                             | San Andrés Cholula     |            |
| Halcones UV                    | Universidad Veracruzana                                     | Xalapa                 |            |
| Leones Anáhuac Córdoba-Orizaba | Universidad Anáhuac                                         | Córdoba                |            |
| Leones Anáhuac México Sur      | Universidad Anáhuac                                         | Ciudad de México       |            |
| Leones Anáhuac Puebla          | Universidad Anáhuac                                         | San Andrés Cholula     |            |
| Linces UVM Centro              | Universidad del Valle de México                             | Ciudad de México       |            |
| Linces UVM Lomas Verdes        | Universidad del Valle de México                             | Lomas Verdes           |            |
| Lobos BUAP                     | Benemérita Universidad Autónoma de Puebla                   | Puebla                 |            |
| Potros UAEM                    | Universidad Autónoma del Estado de México                   | Toluca                 |            |
| Potros Salvajes IES            | Instituto de Estudios Superiores de la Sierra               | Teziutlán              |            |
| Pumas UNAM                     | Universidad Nacional Autónoma de México                     | Ciudad Universitaria   |            |
| Conferencia Norte              |                                                             |                        |            |
| Equipo                         | Universidad                                                 | Campus                 |            |
| Águilas TECNM Fresnillo        | Tecnológico Nacional de México                              | Fresnillo              |            |
| Borregos Tec Laguna            | Instituto Tecnológico y de Estudios Superiores de Monterrey | Torreón                |            |
| Halcones UAL                   | Universidad Autónoma de La Laguna                           | Torreón                |            |
| Indios UACJ                    | Universidad Autónoma de Ciudad Juárez                       | Ciudad Juárez          |            |
| Lobos IBERO Torreón            | Universidad Iberoamericana Torreón                          | Torreón                |            |
| Lobos UAdeC                    | Universidad Autónoma de Coahuila                            | Saltillo               |            |
| Osos UANE                      | Universidad Autónoma del Noroeste                           | Saltillo               |            |
| Troyanos UDEM                  | Universidad de Monterrey                                    | San Pedro Garza García |            |
| Tuzos UAZ                      | Universidad Autónoma de Zacatecas                           | Zacatecas              |            |

## Palmarés

### Femenil
| Año                             | Equipo                      | Institución                                                 | Campus/Ciudad                  | Entrenador                       |
| División I "Ocho Grandes "      | División I "Ocho Grandes "  | División I "Ocho Grandes "                                  | División I "Ocho Grandes "     | División I "Ocho Grandes "       |
| ------------------------------- | --------------------------- | ----------------------------------------------------------- | ------------------------------ | -------------------------------- |
| 2014                            | Águilas UPAEP               | Universidad Popular Autónoma del Estado de Puebla           | Puebla, Puebla                 | Javier Alonso Ceniceros González |
| 2015                            | Tigresas Blancas UMAD       | Universidad Madero                                          | San Andrés Cholula, Puebla     | Alberto Acosta Alegría           |
| 2016                            | Águilas UPAEP               | Universidad Popular Autónoma del Estado de Puebla           | Puebla, Puebla                 | Javier Alonso Ceniceros González |
| 2017                            | Águilas UPAEP               | Universidad Popular Autónoma del Estado de Puebla           | Puebla, Puebla                 | Javier Alonso Ceniceros González |
| 2018                            | Zorras CETYS                | Centro de Enseñanza Técnica y Superior                      | Tijuana, Baja California       | César Edmundo Valencia García    |
| 2019                            | Tigrillas UANL              | Universidad Autónoma de Nuevo León                          | Monterrey, Nuevo León          | Guillermo Torres Salinas         |
| 2020                            | "Cancelación por COVID"     | "Cancelación por COVID"                                     | "Cancelación por COVID"        | "Cancelación por COVID"          |
| 2021                            | "Cancelación por COVID"     | "Cancelación por COVID"                                     | "Cancelación por COVID"        | "Cancelación por COVID"          |
| 2022                            | Tigrillas UANL              | Universidad Autónoma de Nuevo León                          | Monterrey, Nuevo León          | Guillermo Torres Salinas         |
| 2023                            | Borregas Tec Monterrey      | Instituto Tecnológico y de Estudios Superiores de Monterrey | Monterrey, Nuevo León          | Sandra Janeth Rosales Ávila      |
| 2024                            | Borregas Tec Monterrey      | Instituto Tecnológico y de Estudios Superiores de Monterrey | Monterrey, Nuevo León          | Sandra Janeth Rosales Ávila      |
| 2025                            | Borregas Tec Monterrey      | Instituto Tecnológico y de Estudios Superiores de Monterrey | Monterrey, Nuevo León          | Sandra Janeth Rosales Ávila      |
| 2026                            |                             |                                                             |                                |                                  |
| División II Campeonato Nacional |                             |                                                             |                                |                                  |
| 2014                            | Zorras CETYS                | CETYS Universidad                                           | Tijuana, Baja California       | César Edmundo Valencia García    |
| 2015                            | Lobas IBERO Torreón         | Universidad Iberoamericana Torreón                          | Torreón, Coahuila              | Héctor Raúl Galán Encerrado      |
| 2016                            | Tuzas UAZ                   | Universidad Autónoma de Zacatecas                           | Zacatecas, Zacatecas           | Albina Cerrillo Mancinas         |
| 2017                            | Leonas Anáhuac México Norte | Universidad Anáhuac México                                  | Ciudad de México               | Roberto Horacio Rojas González   |
| 2018                            | Linces UVM Querétaro        | Universidad del Valle de México                             | Querétaro, Querétaro           | Rodrigo Miranda Paz              |
| 2019                            | Felinas La Salle Bajío      | Universidad La Salle                                        | León, Guanajuato               | Miguel Ángel Contreras           |
| 2020                            | "Cancelación por COVID"     | "Cancelación por COVID"                                     | "Cancelación por COVID"        | "Cancelación por COVID"          |
| 2021                            | "Cancelación por COVID"     | "Cancelación por COVID"                                     | "Cancelación por COVID"        | "Cancelación por COVID"          |
| 2022                            | Borregas Tec Guadalajara    | Instituto Tecnológico y de Estudios Superiores de Monterrey | Guadalajara, Jalisco           | Abel Levy Magaña                 |
| 2023                            | Halconas Inter              | Universidad Interamericana                                  | San Andrés Cholula, Puebla     | José Manuel Ordaz Cossio         |
| 2024                            | Borregas Tec Aguascalientes | Instituto Tecnológico y de Estudios Superiores de Monterrey | Aguascalientes, Aguascalientes | Atzimba Vázquez Solórzano        |
| 2025                            | Aztecas UDLAP               | Universidad de las Américas de Puebla                       | San Andrés Cholula, Puebla     | Angélica García Mancio           |
| 2026                            |                             |                                                             |                                |                                  |

### Varonil
| Año                             | Equipo                     | Institución                                                 | Campus/Ciudad              | Entrenador                 |
| División I "Ocho Grandes "      | División I "Ocho Grandes " | División I "Ocho Grandes "                                  | División I "Ocho Grandes " | División I "Ocho Grandes " |
| ------------------------------- | -------------------------- | ----------------------------------------------------------- | -------------------------- | -------------------------- |
| 2014                            | Borregos Tec Hidalgo       | Instituto Tecnológico y de Estudios Superiores de Monterrey | Pachuca, Hidalgo           | Sergio Saúl Molina Soler   |
| 2015                            | Aztecas UDLAP              | Universidad de las Américas de Puebla                       | San Andrés Cholula, Puebla | Eric Martin                |
| 2016                            | Gallos CEU                 | Centro de Estudios Universitarios                           | Monterrey, Nuevo León      | Juan Héctor Santos Roiz    |
| 2017                            | Borregos Tec Hidalgo       | Instituto Tecnológico y de Estudios Superiores de Monterrey | Pachuca, Hidalgo           | Sergio Saúl Molina Soler   |
| 2018                            | Gallos CEU                 | Centro de Estudios Universitarios                           | Monterrey, Nuevo León      | Juan Héctor Santos Roiz    |
| 2019                            | Borregos Tec Hidalgo       | Instituto Tecnológico y de Estudios Superiores de Monterrey | Pachuca, Hidalgo           | Sergio Saúl Molina Soler   |
| 2020                            | "Cancelación por COVID"    | "Cancelación por COVID"                                     | "Cancelación por COVID"    | "Cancelación por COVID"    |
| 2021                            | "Cancelación por COVID"    | "Cancelación por COVID"                                     | "Cancelación por COVID"    | "Cancelación por COVID"    |
| 2022                            | Borregos Tec Monterrey     | Instituto Tecnológico y de Estudios Superiores de Monterrey | Monterrey, Nuevo León      | Ignacio Moreno Ortiz       |
| 2023                            | Tigres Blancos UMAD        | Universidad Madero                                          | San Andrés Cholula, Puebla | Juan Manuel Solano Cabrera |
| 2024                            | Tigres Blancos UMAD        | Universidad Madero                                          | San Andrés Cholula, Puebla | Juan Manuel Solano Cabrera |
| 2025                            | Borregos Tec Santa Fe      | Instituto Tecnológico y de Estudios Superiores de Monterrey | Santa Fe, Ciudad de México | Sergio Saúl Molina Soler   |
| 2026                            |                            |                                                             |                            |                            |
| División II Campeonato Nacional |                            |                                                             |                            |                            |
| 2014                            | Borregos Tec Guadalajara   | Instituto Tecnológico y de Estudios Superiores de Monterrey | Guadalajara, Jalisco       | Jeffery Moore              |
| 2015                            | Borregos Tec Puebla        | Instituto Tecnológico y de Estudios Superiores de Monterrey | Puebla, Puebla             | Rolando Huchín Aguilar     |
| 2016                            | Halcones Inter             | Universidad Interamericana                                  | San Andrés Cholula, Puebla | José Manuel Ordaz          |
| 2017                            | Borregos Tec Santa Fe      | Instituto Tecnológico y de Estudios Superiores de Monterrey | Santa Fe, Ciudad de México | Víctor José del Barba      |
| 2018                            | Borregos Tec Puebla        | Instituto Tecnológico y de Estudios Superiores de Monterrey | Puebla, Puebla             | Rolando Huchín Aguilar     |
| 2019                            | Pumas UNAM                 | Universidad Nacional Autónoma de México                     | CU, Ciudad de México       | Daniel Gómez León          |
| 2020                            | "Cancelación por COVID"    | "Cancelación por COVID"                                     | "Cancelación por COVID"    | "Cancelación por COVID"    |
| 2021                            | "Cancelación por COVID"    | "Cancelación por COVID"                                     | "Cancelación por COVID"    | "Cancelación por COVID"    |
| 2022                            | Tigres Blancos UMAD        | Universidad Madero                                          | San Andrés Cholula, Puebla | Juan Manuel Solano Cabrera |
| 2023                            | Panteras Montrer           | Universidad Montrer                                         | Morelia, Michoacán         | José Manuel Ordaz Cossio   |
| 2024                            | Borregos Tec Santa Fe      | Instituto Tecnológico y de Estudios Superiores de Monterrey | Santa Fe, Ciudad de México | Sergio Saúl Molina Soler   |
| 2025                            | Leones Anáhuac Xalapa      | Universidad Anáhuac                                         | Xalapa, Veracruz           | Eric Hare Olvera           |
| 2026                            |                            |                                                             |                            |                            |